# 西堀有美
西堀 有美（にしほり ゆみ、11月5日 - ）は、日本のフリーアナウンサー。M&Mエージェンシー所属。

## 人物
福井県福井市出身。
東京都内の短期大学を卒業後、新潟総合テレビのリポーターとなる。そして新潟での活動後に東京へ戻り、フジテレビの『おはよう!ナイスデイ』ならびに『TIME3』のリポーターとなる。フジテレビのリポーター時代には、番組のナレーションやイベントの司会業などもこなしていた。
その後は故郷の福井へ戻り、福井放送 (FBC) のラジオパーソナリティとなる。また、福井駅周辺の立体交差点工事を記録した映像や県の観光DVDなど、地元企業・団体の宣伝映像のナレーションも数多く担当している。
趣味・特技は華道。小原流准教授の免状を所持する。

## 担当番組
- おはよう!ナイスデイ（フジテレビ） - リポーター
- TIME3（フジテレビ） - リポーター
- 午後はとことんワイド yumiにおまかせ月曜日（FBCラジオ） - パーソナリティ[3]
- 年末年始の夜はyumiに任せて（FBCラジオ）
- FBCラジオ土曜スペシャル（FBCラジオ） - 不定期パーソナリティ
- ニュース（FBCラジオ）[1]
- 天気予報（FBCラジオ）[1]